# Prosopocoilus wimberleyi
Prosopocoilus wimberleyi es una especie de coleóptero de la familia Lucanidae.

## Distribución geográfica
Habita en Andaman (India).